# Trochosa albipilosa
Trochosa albipilosa este o specie de păianjeni din genul Trochosa, familia Lycosidae. A fost descrisă pentru prima dată de Roewer, 1960. Conform Catalogue of Life specia Trochosa albipilosa nu are subspecii cunoscute.